# O Angrense

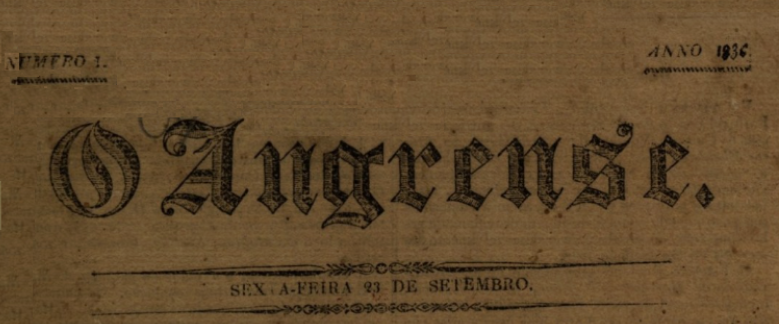
Cabeçalho do n.º 1 de O Angrense (23 de setembro de 1836).

O Angrense foi um periódico publicado entre 1836 e 1910 na ilha Terceira, durante boa parte da sua existência como órgão do Partido Progressista Terceirense, financiado e mantido pelo seu líder, Teotónio de Ornelas Bruges, o 1.º conde da Praia da Vitória, e outros membros da sua família.

## História
O Angrense foi um semanário publicado em Angra do Heroísmo, onde era inicialmente impresso na Tipografia do Angrense, no período de 23 de setembro de 1836 a 16 de setembro de 1910. Com uma existência de 74 anos, constituiu-se num dos mais antigos do arquipélago e do país. Apresentava um cariz fortemente políticos e ideológico afirmando-se na fase final da sua publicação como A Folha do Partido Progressista Terceirense. À época do encerramento da publicação, era proprietário e diretor Teotónio Simão Paim de Ornelas Bruges, sendo composto e impresso na Tipografia Sousa & Andrade.
O primeiro número saiu a 23 de setembro de 1836 e terminou com o n.º 3128, a 16 de setembro de 1910. Nos primeiros anos apresentava um formato pequeno, com conteúdo limitado no qual predominava alguma legislação nacional e ofícios e editais dos organismos locais.
A partir de 1862, o jornal aumentou de dimensão, mudando a paginação e o arranjo gráfico, afirmando-se como um periódico voltado para política local, de claro pendor progressista, a linha política do seu proprietário, mas sem o declarar no seu cabeçalho. Em novembro de 1870, com a morte do 1.º conde da Praia da Vitória, interrompeu a publicação, mas reapareceu em 18 de junho de 1874, a partir de então tendo como subtítulo «Folha do Partido Progressista Terceirense».
Como órgão partidário, assumiu como linha editoraial o combate ao Partido Regenerador, o seu mais directo adversário, representado na impresnsa angrense pelo seu órgão A Terceira (a partir de 1859). Redigidos em linguagem viva, e por vezes mordaz, a leitura destes dois periódicos permite compreender os meandros das lutas políticas nos Açores na segunda metade de século XIX e no período que antecedeu a implantação da República Portuguesa. A leitura de O Angrense permite compreender aspectos significativos da vida quotidiana terceirense, cujas notícias vão preenchendo uma boa parte das suas colunas.
O jornal manteve-se na posse da família do conde da Praia da Vitória ao longo dos 74 anos em que se publicou. Teve como redator António José Pais Júnior, de 1851 a 1870. Em 1903, a redação passou para José Gonçalves Lestinho, substituído, a partir de 1907, por Teotónio Simão Paim de Ornelas Bruges.